# لجستیک ایر
لجستیک ایر (به انگلیسی: Logistic Air) یک شرکت هواپیمایی است. دفتر مرکزی لجستیک ایر در فرنلی، نوادا واقع شده‌است.